# (2902) Westerlund
(2902) Westerlund es un asteroide perteneciente al cinturón de asteroides, descubierto el 16 de marzo de 1980 por Claes-Ingvar Lagerkvist desde el Observatorio de La Silla, Chile.

## Designación y nombre
Designado provisionalmente como 1980 FN3. Fue nombrado Westerlund en honor al astrónomo sueco Bengt Westerlund.